# Clear Lake (Dakota du Sud)
Pour les articles homonymes, voir Clear Lake.
La ville de Clear Lake est le siège du comté de Deuel, situé dans le Dakota du Sud, aux États-Unis.
Fondée en 1884, la ville doit son nom à un lac proche, dont on peut voir le fond en gravier (« clear lake » signifie « lac clair » en anglais). Clear Lake devient une municipalité en 1900.

## Démographie
| 1890 | 1900 | 1910 | 1920 | 1930 | 1940 |
| ---- | ---- | ---- | ---- | ---- | ---- |
| 147  | 491  | 704  | 835  | 834  | 997  |

| 1950  | 1960  | 1970  | 1980  | 1990  | 2000  |
| ----- | ----- | ----- | ----- | ----- | ----- |
| 1 105 | 1 137 | 1 157 | 1 310 | 1 247 | 1 335 |

| 2010  | - | - | - | - | - |
| ----- | - | - | - | - | - |
| 1 273 | - | - | - | - | - |

Selon le recensement de 2010, la municipalité compte 1 273 habitants. Elle s'étend sur 3,25 milles carrés (8,42 km2), dont 0,18 milles carrés (0,47 km2) d'étendues d'eau.		